# Sunset Boulevard (musical)
Sunset Boulevard és un musical amb llibret i lletres de Don Black i Christopher Hampton i música d'Andrew Lloyd Webber. Va estrenar-se primer a Londres el 1993. Va arribar a perdre diners tot i el seu èxit, donats els seus elevats costs de producció. Sent un vehicle estel·lar, moltes actrius de renom han interpretat el paper principal.
Basat en la pel·lícula de Billy Wilder del mateix títol, la trama és al voltant de Norma Desmond, una estrella del cinema mut, que viu al passat en la seva mansió decadent a Los Angeles. Quan el jove guionista Joe Gillis accidentalment coincideix amb ella, ella veu en ell una oportunitat pel seu retorn a la pantalla gran... i el romanç i la tragèdia li seguiran.

## Fons i Història de les produccions
A inicis de la dècada dels 60, Stephen Sondheim esbossà una adaptació per teatre i arribà a compondre la música per a la primera escena amb el lletrista Burt Shevelove. Durant un cocktail es presentà ell mateix a Billy Wilder, director i guionista de la pel·lícula i li demanà el seu parer sobre el projecte. "No pots escriure un musical sobre "Sunset Boulevard, ha de ser una òpera. Al cap i a la fi, és sobre una reina destronada", respongué Wilder. Sondheim deixà de banda el projecte. Quan temps després va ser convidat per Hal Prince a escriure la banda sonora d'un remake fet per Angela Lansbury, Sondheim declinà, citant la seva conversa amb Wilder.
Durant bastants anys, Lloyd Webber pensà en la idea d'una versió musical de "Sunset Blvd", enfocant-la en el moment en què Norma Desmond torna a la Paramount. Finalment obtingué els drets de la Paramount, i va atraure a Hampton i a Black al projecte. Després de la producció d'Aspects of love el 1989, l'equip es posà a treballar en el nou musical.
Primeres produccions – West End, Los Angeles i Broadway

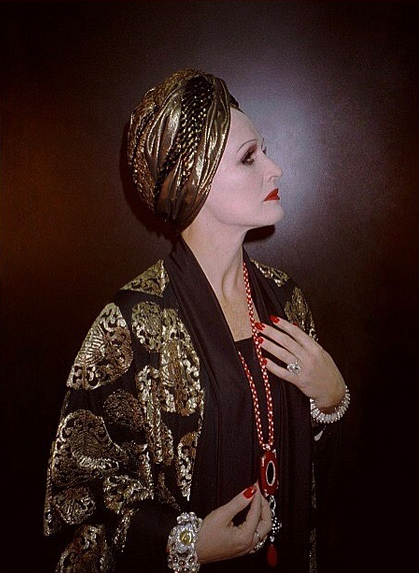
Glenn Close com a Norma Desmond

La producció original de Sunset Boulevard s'estrenà al West End el 12 de juliol de 1993, dirigida per Trevor Nunn i coreografiada per Bob Avian, i amb Patti LuPone com a Norma Desmond, Kevin Anderson com a Joe Gillis, Meredith Braun com a Betty Schaefer, i Daniel Benzali com a l'exmarit de Norma, Max. Billy Wilder i la seva esposa Audrey, juntament amb Nancy Olson (que interpretà a Betty Schaefer a la pel·lícula) van assistir a l'estrena. Wilder afirmà que el millor ha estat que han deixat el guió intacte i sobre LuPone digué que és una estrella des del moment que apareix a l'escenari
Les crítiques van ser variades: molts van dir que la música era repetitiva i que s'havien passat més temps construint l'espectacular escenografia que no pas treballant en el llibret. No obstant això, va ser un èxit de públic que rutllà durant 1.529 funcions. Anderson abandonà la companyia el gener de 1994, sent reemplaçat per Gerard Casey.
L'estrena americana va ser a Los Angeles el 9 de desembre de 1993 amb Glenn Close com a Norma i Alan Campbell com a Joe, George Hearn com a Max i Judy Kuhn com a Betty. Lloyd Webber havia treballat en el llibret i la banda sonora, organitzant millor les orquestracions i afegint una cançó: "Every Movie's a Circus". Aquesta nova producció va ser millor rebuda per la crítica i esdevingué un èxit instantàniament, amb 369 funcions. També s'enregistrà aquesta banda sonora.
El musical s'estrenà a Broadway el 17 de novembre de 1004 amb Close, Campbell i Hearn amb els mateixos papers que a Los Angeles i amb Alice Ripley com a Betty. Va ser l'espectacle amb més venda anticipada d'entrades, i s'estigué durant 977 funcions. Billy Wilder va assistir a l'estrena i pujà a l'escenari amb Glenn Close als aplaudiments. En un any en què no hi havia grans produccions, la producció guanyà diversos Premis Tony, entre ells el de Millor Actriu per Glenn Close.
Patti LuPone, a qui se li havia promès que estaria a Broadway, demandà a Lloyd Weber i rebé una quantiosa indemnització. No va ser l'única actriu que va cobrar sense fer res: Faye Dunaway havia de reemplaçar a Close a L.A., però es demostrà que era incapaç de complir les necessitats vocals i va ser acomiadada (també va demandar a Lloyd Weber). Segons Frank Rich, totes aquestes complicacions legals van contribuir a fer que Sunset Blvd fos un dels grans fracassos econòmics teatrals de la història dels Estats Units (s'especulen unes pèrdues finals de 20 milions de dòlars), tot i l'èxit de públic.
La producció de Londres va ser renovada i agafà les modificacions de la producció de NY. Elaine Paige prengué el paper de Londres, i Petula Clark la substituí entre setembre i octubre de 1995 i agafà el paper al gener de 1995; i finalment, Rita Moreno protagonitzà l'espectacle entre setembre i octubre de 1996.

## Personatges principals
- Norma Desmond (una excèntrica i oblidada estrella del cinema mut)
- Joe Gillis (un jove guionista fracassat)
- Max von Mayerling (Majordom i ex-marit de Norma)
- Betty Schaefer (xicota de Artie Green)
- Cecil B. DeMille
- Artie Green (Amic de Joe Gillis)
- Sheldrake (Un productor de cine)
- Manfred (Un sastre molt car)

## Números musicals
| Act I - Overture / I Guess It Was 5AM - Let's Have Lunch‡ - Every Movie's A Circus† - Car Chase‡ - At the House on Sunset - Surrender‡ - With One Look - Salome - Greatest Star of All - Every Movie's a Circus (Reprise)†‡ [Originally a reprise of "Let's Have Lunch"] - Girl Meets Boy‡ - Back at the House on Sunset‡ - New Ways to Dream‡ - Completion of the Script - The Lady's Paying‡ - New Year's Eve - Perfect Year - This Time Next Year‡ - New Year's Eve (Back at the House on Sunset)‡ | Act II - Entr'acte - Sunset Boulevard - There's Been a Call/Journey to Paramount - As If We Never Said Goodbye - Paramount Conversations/Surrender (Reprise)‡ - Girl Meets Boy (Reprise) - Eternal Youth Is Worth a Little Suffering‡ - Who's Betty Schaefer? - Betty's Office at Paramount - Too Much in Love to Care - New Ways to Dream (Reprise)‡ - Phone Call - Final Scene‡ |

†No inclòs a la gravació de l'estrena mundial

‡Revisat de la gravació de l'estrena mundial.

## Futura adaptació al cine
La Paramount Pictures i la Relevant Picture Company treballen en l'adaptació al cine del musical. La producció estava anunciada pel 2005, amb l'estrena originalment planejada pel 2006. Després es posposà fins al 2008, i vingué un nou retard fins al 2009, donada la vaga de guionistes del 2007 als Estats Units.
Glenn Close sovint ha estat citada com que interpretaria el paper principal, si bé només han estat rumors i mai no s'ha arribat a confirmat res. També s'ha especulat amb la possibilitat que l'interpretés Elaine Paige o, fins i tot, Meryl Streep i Barbra Streisand. Pel paper de Joe Gillis s'ha mencionat que el podrien interpretar Ewan McGregor o Hugh Jackman.

## Premis i nominacions

### Producció Original de Londres
| Any  | Premi                  | Categoria                | Nominat        | Resultat |
| ---- | ---------------------- | ------------------------ | -------------- | -------- |
| 1994 | Premi Laurence Olivier | Millor Musical           | Millor Musical | nominat  |
| 1994 | Premi Laurence Olivier | Millor Actriu de Musical | Brent Carver   | nominada |
| 1995 | Premi Laurence Olivier | Millor Actriu de Musical | Betty Buckley  | nominada |

### Producció original de Broadway
| Any  | Premi            | Categoria                              | Nominat                                              | Resultat   |
| ---- | ---------------- | -------------------------------------- | ---------------------------------------------------- | ---------- |
| 1995 | Premi Tony       | Millor Musical                         | Millor Musical                                       | GUANYADOR  |
| 1995 | Premi Tony       | Millor Banda Sonora                    | Andrew Lloyd Webber, Don Black i Christopher Hampton | GUANYADOR  |
| 1995 | Premi Tony       | Millor Llibret de Musical              | Don Black i Christopher Hampton                      | GUANYADOR  |
| 1995 | Premi Tony       | Millor Actor Protagonista de Musical   | Alan Campbell                                        | nominat    |
| 1995 | Premi Tony       | Millor Actriu Protagonista de Musical  | Glenn Close                                          | GUANYADORA |
| 1995 | Premi Tony       | Millor Actor de Repartiment de Musical | George Hearn                                         | GUANYADOR  |
| 1995 | Premi Tony       | Millor Direcció de Musical             | Trevor Nunn                                          | nominat    |
| 1995 | Premi Tony       | Millor Coreografia                     | Bob Avian                                            | nominat    |
| 1995 | Premi Tony       | Millor Escenografia                    | John Napier                                          | GUANYADOR  |
| 1995 | Premi Tony       | Millor Vestuari                        | Anthony Powell                                       | nominat    |
| 1995 | Premi Tony       | Millor Il·luminació                    | Andrew Bridge                                        | GUANYADOR  |
| 1995 | Premi Drama Desk | Actriu Més Destacada en un Musical     | Glenn Close                                          | GUANYADORA |

### Revival de Londres 2008
| Any  | Premi                  | Categoria                                             | Nominat       | Resultat |
| ---- | ---------------------- | ----------------------------------------------------- | ------------- | -------- |
| 2009 | Premi Laurence Olivier | Millor Actriu de Musical                              | Kathryn Evans | nominat  |
| 2009 | Premi Laurence Olivier | Millor Actuació en un Paper de Repartiment de Musical | Dave Willetts | nominat  |